# نهر أكري
نهر أكري (يسمى Aquiry باللغة المحلية Iñapari ؛ محليا: Rio Acre) وهو 680 كيلومتر (420 ميل) نهر طويل في وسط أمريكا الجنوبية.

## المسار

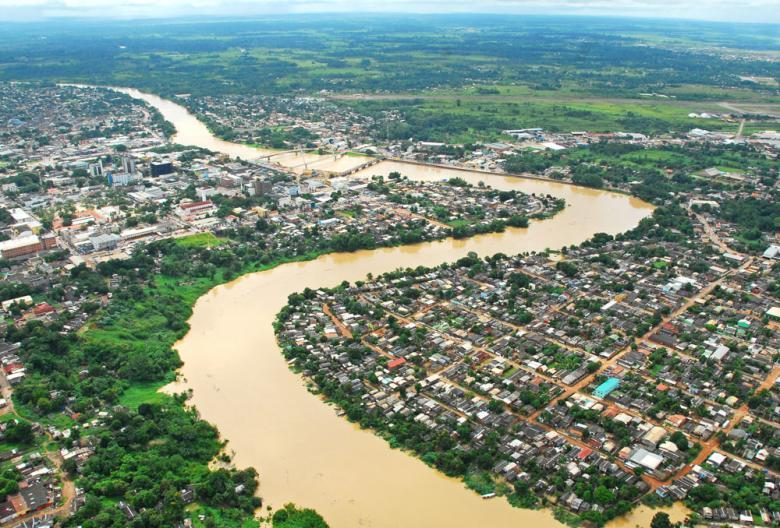
منظر جزئي لريو برانكو

ولد النهر في بيرو، ويمتد باتجاه الشمال الشرقي، ويشكل جزءًا من الحدود بين بيرو والبرازيل ثم جزءًا من الحدود بين بوليفيا والبرازيل. يمر عبر ولايتي أكري وأمازوناس البرازيليتين، قبل أن يصب في نهاية المطاف في نهر بوروس في بوكا دو أكري. يمتد على طول الحدود البوليفية ويتدفق باتجاه الشمال الشرقي إلى تقاطع مع بوروس عند خط عرض 8 ° 45 'جنوبيًا. يتم تطبيق الاسم أيضًا على منطقة تقع على نفس النهر وعلى خط الحدود السابق لعام 1867 بين بوليفيا والبرازيل. تقدر مساحة هذه المنطقة بحوالي 60.000 ميل مربع (160.000 كيلومتر مربع).
يمكن ملاحته من الفم حتى نهر شابوري (480 كيلومترًا (300 ميل))، حتى في موسم الأمطار من يناير حتى مايو. كان النهر شريانًا مهمًا للنقل في نهاية القرن التاسع عشر بسبب غابات الأشجار المطاطية المكتشفة حديثًا.
تقع محطة ريو أكري البيئية في بلديتي أسيس برازيل وسينا مادويرا في ولاية أكري بالبرازيل. تحتوي على غابات الأمازون تحدها من الشمال محمية هندية ومن الجنوب نهر أكري. تم إنشاؤه للحفاظ على منابع نهر أكري.

## التاريخ
استقرت المنطقة من قبل البيروفيين بين عامي 1870 و 1878، ولكن تم غزوها بواسطة جامعي المطاط البرازيليين خلال العقد التالي (خلال «طفرة المطاط») وأصبحت رافداً لأسواق المطاط في إكيتوس وماناوس وبارا. في عام 1899، أنشأت الحكومة البوليفية منزلًا مخصصًا في بويرتو ألونسو، على نهر أكر، لجمع رسوم التصدير على المطاط، الأمر الذي أدى إلى نزاع مع المستوطنين البرازيليين، وأحدث أخيرًا نزاعًا حدوديًا بين الجمهوريتين. في يوليو 1899، أعلن «ساكني أكر» استقلالهم وأنشأ جمهورية خاصة بهم، ولكن في مارس التالي تم تحويلهم بطلب من البرازيل. اتبعت الاضطرابات المختلفة حتى قررت البرازيل احتلال بويرتو ألونسو بقوة عسكرية. تم تسوية النزاع الحدودي أخيرًا في بتروبوليس في 17 نوفمبر 1903، من خلال شراء البرازيل للمنطقة المنتجة للمطاط، جنوبًا حتى خط العرض التاسع.